# كأس الاتحاد الإنجليزي 1935–36
كأس الاتحاد الإنجليزي 1935–36 (بالإنجليزية: 1935–36 FA Cup)‏ هو الموسم 61 من  كأس الاتحاد الإنجليزي. أقيم خلال الفترة 7 سبتمبر 1935 وحتى 25 أبريل 1936، والذي يشرف على تنظيمه الاتحاد الإنجليزي لكرة القدم، وفاز فيه نادي أرسنال.